# Marie Claire
Marie Claire es una revista internacional publicada por primera vez en Francia en 1937. En 1941 fue publicada en Reino Unido. Desde entonces, se publican varias ediciones en muchos países e idiomas. Las ediciones especiales se centran en temáticas femeninas. La revista Marie Claire también cubre temas de salud, belleza y moda.
Marie Claire fue fundada por Jean Prouvost y Marcelle Auclair. Su primer número apareció en 1937 y se empezó a distribuir todos los miércoles hasta 1941 cuando repartió sus acciones para ser distribuida en Londres. En 1976, Prouvost se retiró y su hija Évelyne se hizo cargo de la revista, agregando al grupo L'Oréal a la compañía. Jean Prouvost nació en Roubaix en 1885 miembro de una familia de industriales textiles. Se casó con Germaine Lefebre y tuvo un hijo llamado Jacques Eugène Albert Prouvost (1906-1960), que se casó en abril de 1934 con Geneviève Guichard, y luego con Dénise Leclercq. Jacques Prouvost tuvo cinco hijas: Marie Laure Prouvost de Chevalier-Appert, Evelyne Prouvost-Berry, Carole Prouvost, Donatienne Prouvost de Montmort y Isabelle Prouvost Poulain. 
La revista Marie Claire fue publicada en Colombia por la entonces Editorial América Dearmas Colombia en diciembre de 1990 y posteriormente por Editorial Televisa Colombia en 1994, mas dejó de circular por el cierre de la editorial el 26 de enero de 2019. Regresa a Colombia luego de 5 años en mayo de 2024, de la mano de la editorial Fashion Group Latinoamérica.
Fue publicada en México por Editorial Televisa desde noviembre de 1990 hasta junio de 2020, pero vuelve a publicarse bajo la empresa editorial Fashion Group en junio de 2021 bajo la dirección de Gerard Angulo.
La edición Argentina de la revista Marie Claire es editada y publicada por la Editorial Perfil desde marzo de 2019.
Marie Claire España es editada y publicada por Zinet Media, anteriormente Gruner + Jahr España (G+J) desde 1987 con sede en Madrid. Actualmente es dirigida por Magdalena Fraj. 